# 110 mètres haies aux Jeux olympiques de 1912
Pour un article plus général, voir Athlétisme aux Jeux olympiques d'été de 1912.
Navigation
Londres 1908 Anvers 1920
L'épreuve du 110 mètres haies masculin aux Jeux olympiques de 1912 s'est déroulée les 11 et 12 juillet 1912 au Stade olympique de Stockholm, en Suède. Elle est remportée par l'Américain Fred Kelly.

## Résultats

### Finale
| Rang               | Athlète        | Pays        | Temps  |
| ------------------ | -------------- | ----------- | ------ |
| Médaille d'or      | Fred Kelly     | États-Unis  | 15 s 1 |
| Médaille d'argent  | James Wendell  | États-Unis  | 15 s 2 |
| Médaille de bronze | Martin Hawkins | États-Unis  | 15 s 3 |
| 4                  | John Case      | États-Unis  | 15 s 3 |
| 5                  | Kenneth Powell | Royaume-Uni | 15 s 5 |
| -                  | John Nicholson | États-Unis  | DNF    |

### Demi-finales

#### Demi-finale 1
| Rang | Athlète        | Pays        | Temps | Notes |
| ---- | -------------- | ----------- | ----- | ----- |
| 1    | Kenneth Powell | Royaume-Uni | 15.6  | Q     |
| 2    | John Eller     | États-Unis  | 15.7  |       |
| 3    | Ferdinand Bie  | Norvège     | 15.8  |       |
| 4    | Pablo Eitel    | Chili       |       |       |

#### Demi-finale 2
| Rang | Athlète             | Pays       | Temps | Notes |
| ---- | ------------------- | ---------- | ----- | ----- |
| 1    | Martin Hawkins      | États-Unis | 15.7  | Q     |
| 2    | Daciano Colbacchini | Italie     | 16.0  |       |
| 3    | Marius Delaby       | France     | 16.2  |       |
| —    | Károly Solymár      | Hongrie    |       | DNF   |

#### Demi-finale 3
| Rang | Athlète                   | Pays       | Temps | Notes |
| ---- | ------------------------- | ---------- | ----- | ----- |
| 1    | John Nicholson            | États-Unis | 15.4  | Q     |
| 2    | Vaughn Blanchard          | États-Unis | 15.7  |       |
| 3    | Hermann von Bönninghausen | Allemagne  | 16.0  |       |

#### Demi-finale 4
| Rang | Athlète         | Pays        | Temps | Notes |
| ---- | --------------- | ----------- | ----- | ----- |
| 1    | James Wendell   | États-Unis  | 15.5  | Q     |
| 2    | George Chisholm | États-Unis  | 15.7  |       |
| —    | Gerard Anderson | Royaume-Uni |       | DNF   |

#### Demi-finale 5
| Rang | Athlète           | Pays        | Temps | Notes |
| ---- | ----------------- | ----------- | ----- | ----- |
| 1    | Fred Kelly        | États-Unis  | 15.6  | Q     |
| 2    | Valdemar Wickholm | Finlande    | 16.6  |       |
| 3    | Henry Blakeney    | Royaume-Uni |       |       |

#### Demi-finale 6
| Rang | Athlète         | Pays       | Temps | Notes |
| ---- | --------------- | ---------- | ----- | ----- |
| 1    | John Case       | États-Unis | 15.6  | Q     |
| 2    | Edwin Pritchard | États-Unis | 15.6  |       |
| 3    | Géo André       | France     |       |       |

### Premier tour

#### Série 1
| Rang | Athlète         | Pays       | Temps | Notes |
| ---- | --------------- | ---------- | ----- | ----- |
| 1    | George Chisholm | États-Unis | 15.4  | Q     |
| 2    | Károly Solymár  | Hongrie    | 15.8  | Q     |

#### Série 2
| Rang | Athlète         | Pays        | Temps | Notes |
| ---- | --------------- | ----------- | ----- | ----- |
| 1    | John Eller      | États-Unis  | 16.0  | Q     |
| 2    | Gerard Anderson | Royaume-Uni | 18.6  | Q     |

#### Série 3
| Rang | Athlète        | Pays       | Temps | Notes |
| ---- | -------------- | ---------- | ----- | ----- |
| 1    | Martin Hawkins | États-Unis | 16.1  | Q     |
| 2    | Géo André      | France     | 16.8  | Q     |

#### Série 4
| Rang | Athlète           | Pays     | Temps | Notes |
| ---- | ----------------- | -------- | ----- | ----- |
| 1    | Ferdinand Bie     | Norvège  | 16.2  | Q     |
| 2    | Valdemar Wickholm | Finlande | 16.6  | Q     |

#### Série 5
| Rang | Athlète     | Pays  | Temps | Notes |
| ---- | ----------- | ----- | ----- | ----- |
| 1    | Pablo Eitel | Chili | 17.2  | Q     |

#### Série 6
| Rang | Athlète          | Pays       | Temps | Notes |
| ---- | ---------------- | ---------- | ----- | ----- |
| 1    | Marius Delaby    | France     | 16.0  | Q     |
| 2    | Vaughn Blanchard | États-Unis | 16.0  | Q     |
| 3.   | Alfredo Pagani   | Italie     |       |       |

#### Série 7
| Rang | Athlète         | Pays        | Temps | Notes |
| ---- | --------------- | ----------- | ----- | ----- |
| 1    | Edwin Pritchard | États-Unis  | 16.4  | Q     |
| 2    | Henry Blakeney  | Royaume-Uni | 17.4  | Q     |

#### Série 8
| Rang | Athlète             | Pays       | Temps | Notes |
| ---- | ------------------- | ---------- | ----- | ----- |
| 1    | John Nicholson      | États-Unis | 15.5  | Q     |
| 2    | Daciano Colbacchini | Italie     | 16.1  | Q     |

#### Série 9
| Rang | Athlète    | Pays       | Temps | Notes |
| ---- | ---------- | ---------- | ----- | ----- |
| 1    | Fred Kelly | États-Unis | 16.4  | Q     |

#### Série 10
| Rang | Athlète                   | Pays       | Temps | Notes |
| ---- | ------------------------- | ---------- | ----- | ----- |
| 1    | John Case                 | États-Unis | 16.3  | Q     |
| 2    | Hermann von Bönninghausen | Allemagne  | 17.0  | Q     |

#### Série 11
| Rang | Athlète        | Pays        | Temps | Notes |
| ---- | -------------- | ----------- | ----- | ----- |
| 1    | Kenneth Powell | Royaume-Uni | 15.6  | Q     |
| 2    | James Wendell  | États-Unis  | 15.7  | Q     |
| 3    | Frank Lukeman  | Canada      |       |       |

## Légende
Records et Performances
- AR : Record continental (area record)
- CR : Record des championnats (championship record)
- MR : Record du meeting (meet record)
- NR : Record national (national record)
- OR : Record olympique (olympic record)
- PR : Record paralympique (paralympic record)
- PB : Record personnel (personal best)
- SB : Meilleure performance personnelle de la saison (season's best)
- WL : Meilleure performance mondiale de l'année (world leader)
- WJR : Record du monde junior (world junior record)
- WR : Record du monde (world record)

Circonstances et Conditions
- DNF : N'a pas terminé (did not finish)
- DNS : N'a pas pris le départ (did not start)
- DQ : Disqualification (disqualification)
- NM : Aucun essai valable enregistré (No Mark)
- Q : Qualifié « directement » au prochain tour (ou à la prochaine compétition), lors d'une compétition majeure, grâce au classement ou à la réalisation des minima (automatic qualifier)
- q : Qualifié au prochain tour (ou à la prochaine compétition), lors d'une compétition majeure, grâce au repêchage ou à la réalisation de l'une des meilleures performances parmi celles des « non qualifiés directement » (grâce au meilleur temps ou à la meilleure distance par exemple) (secondary qualifier)